# František Peterka (herec)
František Peterka (17. března 1922 Praha – 24. listopadu 2016 Liberec) byl český herec.

## Život
Od mládí rád sportoval a chtěl se stát učitelem tělocviku, vzpěračem a vrcholovým sportovcem. Po absolutoriu obchodní školy studoval herectví na Pražské konzervatoři. Po jejím dokončení pracoval jako úředník v pojišťovně a stále toužil po tom stát se úspěšným vzpěračem. Shodou příznivých náhod však získal své první divadelní angažmá ve Slováckém divadle v Uherském Hradišti, kde nakonec zakotvil na delší dobu. Další jeho hereckou štací se stalo Divadlo F. X. Šaldy v Liberci.
Byl hercem s výrazným komediální talentem, který v českém filmu debutoval ve snímku Černý prapor z roku 1958, další hlavní roli si zahrál v nepříliš známém a úspěšném snímku Chlap jako hora z roku 1960.
Mezi jeho nejznámější filmové role patří série komedií Zítra to roztočíme, drahoušku…! a Co je doma, to se počítá, pánové..., kde hrál manžela Ivy Janžurové, po boku Karla Augusty a Heleny Růžičkové si zahrál ve filmu Příště budeme chytřejší, staroušku! (všechny snímky v režii Petra Schulhoffa).
Zaujaly i některé jeho repliky z filmu Jáchyme, hoď ho do stroje!, kde ztvárnil trenéra juda Tulpacha.
Hrál také v televizním seriálu Arabela (seriál), kde vytvořil postavu českého Fantomase. Výrazná byla jeho postava Krakonoše v hrané večerníčkové sérii Krkonošské pohádky, kde vystupoval společně s Iljou Prachařem, Jaroslavem Satoranským, Zdeňkem Řehořem a Hanou Maciuchovou.
V roce 2001 ve věku 79 let utrpěl velmi vážný úraz, když ho srazil automobil. Po sérii několika desítek operací a třech letech pobytu v liberecké nemocnici jeho sportem trénované tělo přežilo i tuto nepříjemnost.
Zemřel hodinu před půlnocí 24. listopadu 2016 v hospici sv. Zdislavy v Liberci ve spánku ve věku 94 let.
K poslednímu rozloučení došlo 1. prosince 2016 v obřadní síni libereckého krematoria.

## Ocenění
V roce 1997 obdržel František Peterka Medaili města Liberce za občanské zásluhy.
V listopadu 2016 mu město Liberec udělilo Čestné občanství. Tehdejší primátor Tibor Batthyány udělení pocty navrhl pouhý den předtím, než Peterka zemřel.
V roce 2020 nechalo vyrobit město Liberec na počest zesnulého herce bronzovou bustu, která byla umístěna v prostorách liberecké radnice. 
Autorem busty je sochař a výtvarník Jiří Gdovín.

## Filmografie

### Film
- 1949 Veliká příležitost – role: dělník na stavbě
- 1951 Milujeme – role: předák učňů Vojta Gavrecký
- 1952 Únos – role: boxer
- 1954 Botostroj
- 1958 Černý prapor – role: kaprál Petr
- 1959 Život pro Jana Kašpara
- 1960 Chlap jak hora
- 1960 Přežil jsem svou smrt
- 1960 U nás v Mechově
- 1965 Úplně vyřízený chlap
- 1963 Naděje
- 1966 Dáma na kolejích
- 1966 Slečny přijdou později
- 1966 Vrah skrývá tvář – role: reklamní aranžér Jiří Kyncl
- 1966 Znamení Raka
- 1967 Kinoautomat Člověk a jeho dům
- 1968 Maratón
- 1968 Rakev ve snu viděti…
- 1969 Svatej z Krejcárku – role: Martin Zach
- 1969 Šest černých dívek aneb Proč zmizel Zajíc?
- 1970 Čtyři vraždy stačí, drahoušku
- 1971 Černý vlk
- 1974 Hodíme se k sobě, miláčku…?
- 1974 Jáchyme, hoď ho do stroje!
- 1974 Pavlínka
- 1975 Akce v Istanbulu
- 1976 Zítra to roztočíme, drahoušku…!
- 1977 Zítra vstanu a opařím se čajem
- 1978 Já už budu hodný, dědečku! – role: Bambas
- 1979 Křehké vztahy
- 1980 Co je doma, to se počítá, pánové…
- 1982 Příště budeme chytřejší, staroušku!
- 1982 Setkání v Paříži
- 1984 Stín kapradiny
- 1992 Kráva

### Televize
- 1970 Vražedný týden (TV filmová komedie s detektivní zápletkou) – role: bratr mladé ženy
- 1972 Mumu (TV film) – role: němý sluha Gerasim
- 1978 Jak dostat tatínka do polepšovny (TV filmová komedie) – role: předseda Kos

### Tvorba pro děti a mládež
- 1974 Krkonošské pohádky – série večerníčků, role: Krakonoš
- 1975 Pan Tau (2. řada) – role: soused Urbanových
  - 1. Pan Tau se vrací
  - 3. Pan Tau a příliš velký balón
  - 6. Pan Tau jde do práce
  - 8. Pan Tau a černý deštník
  - 10. Pan Tau a rosnička
  - 13. Pan Tau odchází
- 1979 Arabela – seriál Československé televize, role: Fantomas